# Европско првенство у атлетици на отвореном 1990 — штафета 4 × 100 метара за жене
Такмичење у трци штафета 4 х 100 м у женској конкуренцији на Европском првенству у атлетици 1990. у Сплиту, одржано је 1. септембра на стадиону Пољуд.
Титулу освојену 1986. у Штутгарту, одбранила је штафета Источне Немачке.

## Земље учеснице
Учествовале су 32 такмичарке из 8 земаља. 
1. Западна Немачка (4)
2. Источна Немачка (4)
3. Италија (4)
4. Совјетски Савез (4)
5. Уједињено Краљевство (4)
6. Финска (4)
7. Француска (4)
8. Шпанија (4)

## Рекорди
| Рекорди пре почетка Европског првенства 1990. | Рекорди пре почетка Европског првенства 1990. | Рекорди пре почетка Европског првенства 1990.         | Рекорди пре почетка Европског првенства 1990. | Рекорди пре почетка Европског првенства 1990. | Рекорди пре почетка Европског првенства 1990. |
| --------------------------------------------- | --------------------------------------------- | ----------------------------------------------------- | --------------------------------------------- | --------------------------------------------- | --------------------------------------------- |
| Светски рекорд                                | Источна Немачка                               | Зилке Гледиш Сабине Ригер Ингрид Ауерсвалд Марлиз Гер | 41,37                                         | Канбера, Аустралија                           | 6. октобар 1985.                              |
| Европски рекорд                               | Источна Немачка                               | Зилке Гледиш Сабине Ригер Ингрид Ауерсвалд Марлиз Гер | 41,37                                         | Канбера, Аустралија                           | 6. октобар 1985.                              |
| Рекорди Европских првенстава                  | Источна Немачка                               | Зилке Гледиш Сабине Ригер Ингрид Ауерсвалд Марлиз Гер | 41,84                                         | Штутгарт, Западна Немачка                     | 31. август 1986.                              |
| Најбољи резултат сезоне у свету               |                                               |                                                       |                                               |                                               |                                               |
| Најбољи резултат сезоне у Европи              |                                               |                                                       |                                               |                                               |                                               |

## Резултати

### Финале
Такмичење је одржано 1. септембра.
| Место | Земља                | Атлетичарке                                                          | Резултат | Белешка |
| ----- | -------------------- | -------------------------------------------------------------------- | -------- | ------- |
|       | Источна Немачка      | Зилке Мелер, Катрин Крабе, Керстин Берент, Сабине Гинтер             | 41,68    |         |
|       | Западна Немачка      | Габи Рот, Улрике Сарвари, Андреа Томас, Зилке Кнол                   | 43,02    |         |
|       | Уједињено Краљевство | Стефани Даглас, Бев Кинч, Симона Џејкобс, Пола Дан                   | 43,32    |         |
| 4     | Француска            | Сесил Пер,Магали Симионе, Одил Синга, Одија Сидибе                   | 43,43    |         |
| 5     | Италија              | Ана Рита Балцани, Марија Руђери, Данијела Феријан, Росела Тароло     | 43,71    |         |
| 6     | Шпанија              | Јоланда Дијаз, Кристина Кастро, Кармен Гарсија, Сандра Мајер         | 44,86    |         |
| 7     | Совјетски Савез      | Јелена Бикова, Галина Малчугина, Наталија Ковтун, Надежда Рошчупкина | НЗ       |         |
| 8     | Финска               | Сари Раумала, Сиско Ханхијоки, Сана Хернеснијеми, Марја Салмена      | ДИСК.    |         |